# Yusuke Kondo
Yusuke Kondo (født 5. december 1984) er en japansk fodboldspiller.
Han har spillet for flere forskellige klubber i sin karriere, herunder FC Tokyo, Vissel Kobe, Consadole Sapporo, Tochigi SC, Giravanz Kitakyushu og AC Nagano Parceiro.